# Sabrina Spice
Stefi Grass (Bălțești, Rumania; 22 de abril del 2000), conocida artísticamente como Sabrina Spice, es una actriz pornográfica, modelo erótica y youtuber rumana que ha realizado trabajos para distintas productoras como Nubile Films, Mofos, Fake Taxi, pero principalmente, en Pornhub.

## Biografía y carrera
Nacida en Rumania, Stefi emigró a España, donde ha vivido la mayor parte de su vida, y por lo que habla perfecto español. En mayo de 2019, subió su primer video a YouTube, en un canal de nombre Ruta49cc, que actualmente acumula 15,000 suscriptores a pesar de estar inactivo. En dicho canal, ella comenzó a utilizar el nombre de Sabrina, y junto a su pareja de ese momento, Alfonso, se dedicaban a recorrer varios sitios de España en motocicleta. Simultáneamente, Sabrina y Alfonso también subían contenido pornográfico amateur a Pornhub, así como también videos de Sabrina en solitario.
En abril de 2020, Sabrina realizaría sus primeras escenas profesionales producidas por Jordi El Niño Polla, que la apoyó en su lanzamiento al estrellato pornográfico. En total, fueron tres escenas con Jordi las que Sabrina grabaría en abril de 2020, y varias otras escenas con distintas productoras, actores y actrices durante el resto del año.
En septiembre de 2020, Sabrina subiría el último video al canal de Ruta49cc, explicando el fin de su contenido debido al fallecimiento de Alfonso a causa de un cáncer que no se trató a tiempo.
A partir de 2021, Sabrina continuó su carrera profesional en la industria pornográfica, así como también mantiene activa su cuenta verificada en Pornhub y una cuenta de OnlyFans.